# Казан
Каза́н (от тюрк. qazan) — традиционный восточный литой металлический котёл с полукруглым дном для приготовления пищи.
Наиболее массово казаны и поныне распространены в Азербайджане, Казахстане и Средней Азии. Округлой форма казана сделана для того, чтобы он опускался в очаг и пламя нагревало не только дно (как это происходит у посуды с плоским дном), а всю его поверхность, имеющую сферическую форму. Содержимое такой посуды нагревается быстрее и дольше остаётся горячим, позволяя существенно сберегать топливо. Крышка казана обычно делается из деревянных досок, что также способствует энергосбережению.

## Этимология
Слово «казан» — заимствование из тюркских языков, где оно стало суффиксным производным от слова «каз», которое можно перевести как «скрести, тереть», то есть «казан» буквально — «выскребанный» (сосуд).
Казанами также называют накопительные лунки на досках для тюркской настольной игры тогуз коргоол. В другой тюркской командной конной игре кок-бору роль ворот для голов играют «тай-казаны».

## Очаг для казана
Казан устанавливается в стационарных (каменных, саманных, земляных), переносных металлических очагах цилиндрической формы, а также на специальную металлическую треногу — таган. Простой стационарный очаг представляет собой одинарный очаг, сложенный из камней и глины, с большим круглым отверстием наверху, куда устанавливается казан. Более сложные очаги представляют собой современные варочные печи с дымоходами и несколькими, обычно тремя, казанами разных размеров. Благодаря очагу, который долго остывает за счёт теплоёмкости своих стенок и тлеющих углей, некоторые блюда (например, плов или дымдама) не доводят до готовности на пламени огня. С затушенным пламенем огня, блюдо некоторое время тушится в горячем очаге.

## Тай-казан
Самые большие казаны предназначены для варки большого количества мяса, они называются тай-казан (тай — жеребёнок годовалый или старше года). Одним из широко известных тай-казанов является казан, находящийся в мавзолее Ахмеда Ясави (г. Туркестан, Республика Казахстан). Ритуальный бронзовый тай-казан расположен в центре главного зала мавзолея. Для мусульман казан был символом единения и гостеприимства. Поэтому особое значение придавалось его размерам и внешнему оформлению. Туркестанский казан в этом плане не имеет себе равных. Его диаметр — 2,2 м, вес — 2 т. Как гласит легенда, отлит казан из сплава семи металлов: железа, цинка, свинца, олова, красной меди, серебра, золота. В литературных источниках — из бронзового сплава. Отливка такого уникального казана требовала незаурядного мастерства. Мастеру-металлургу Абдул-газизу-Шарафутдин-улы аль Тебрези при отливке казана удалось решить эту сложнейшую проблему не только технологически, но и эстетически. Казан украшен тремя поясами с растительным орнаментом и арабской вязью. Отвесным ручкам казана мастер придал изящную форму лепестков лотоса.

## Применение
Казан получил распространение во многих странах Центральной Азии. Традиционный казан отливается из металла и имеет округлое дно. Также существуют казаны, имеющие небольшую плоскость в основании чтобы их можно было ставить на ровную поверхность. Казан с толстыми стенками является востребованной посудой, толстые стенки позволяют избегать подгорания пищи. Главным минусом казанов является большой вес.